# Cytilus auricomus
Cytilus auricomus là một loài bọ cánh cứng trong họ Byrrhidae. Loài này được Duftschmid miêu tả khoa học năm 1825.

## Hình ảnh

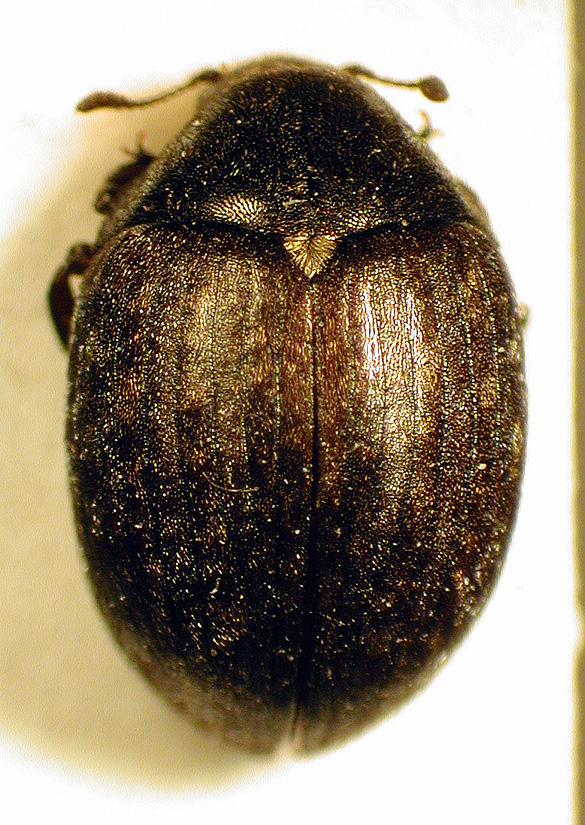